# Ittapatna, Arkalgud
Ittapatna là một làng thuộc tehsil Arkalgud, huyện Hassan, bang Karnataka, Ấn Độ.